# ВК Левски Боол
„Левски Боол“ е волейболен клуб от София, съдебно регистриран на 02.07. 2013 г.
Има съдебна регистрация от лятото на 2013 г. на адрес, който е бил на обявения в ликвидация „Левски Сиконко“. Председател е Пламен Милков.
Противоречия предизвиква появяването на клуба в елитната волейболна лига на България, поради факта, че това е нов клуб. Според сайта на Министерството на младежта и спорта се вижда, че като членове на БФВ в София са регистрирани 3 клуба с името „Левски“ – ВК „Левски“ от 1999 г. с председател Георги Мурджев, „Левски Волей“ от 2003 г. на Тихомир Лесев и „Левски Боол“ на Пламен Милков. За мнозина привърженици на „Левски“ клубът не е от синьото спортно семейство.
Въпреки противоречията, които предизвиква клубът се представя успешно в първия си сезон в елита. В турнира за Купата на България отборът печели трофея за 2014 г. след победа на финала над „Добруджа 07“ с 3 – 0 гейма.
В първенството възходът е продължен и достигат финала, където обаче губят от шампиона „Марек Юнион-Ивкони“. Въпреки че играе финал, заради регламента клубът е награден с бронзовите медали.
През сезон 2014/15 завършва на 8 място в Суперлигата.

## Успехи
- Шампион на България:
- Носител на Купата на България: 2013/2014
- Бронзов медалист: 2013/2014